# Kaori Suzuki
Kaori Suzuki –en japonés, 鈴木 香, Suzuki Kaori– (22 de noviembre de 1969) es una deportista japonesa que compitió en judo. Ganó dos medallas en los Juegos Asiáticos, en los años 1990 y 1994, y una medalla en el Campeonato Asiático de Judo de 1993.

## Palmarés internacional
| Juegos Asiáticos    | Juegos Asiáticos  | Juegos Asiáticos  | Juegos Asiáticos |
| Año                 | Lugar             | Medalla           | Categoría        |
| ------------------- | ----------------- | ----------------- | ---------------- |
| 1990                | Pekín (China)     | Medalla de plata  | +72 kg           |
| 1994                | Hiroshima (Japón) | Medalla de bronce | +72 kg           |
| Campeonato Asiático |                   |                   |                  |
| Año                 | Lugar             | Medalla           | Categoría        |
| 1993                | Macao (Portugal)  | Medalla de plata  | Abierta          |